# Советский народ
Сове́тский наро́д — гражданская идентичность в СССР.  Доктор философских наук С. Т. Калтахчян в Большой советской энциклопедии определял эту общность так: «историческая, социальная и интернациональная общность людей, имеющих единую территорию, экономику, социалистическую по содержанию культуру, союзное общенародное государство и общую цель — построение коммунизма; возникла … в результате социалистических преобразований и сближения трудящихся классов и слоёв, всех наций и народностей».

## Развитие идеи в СССР

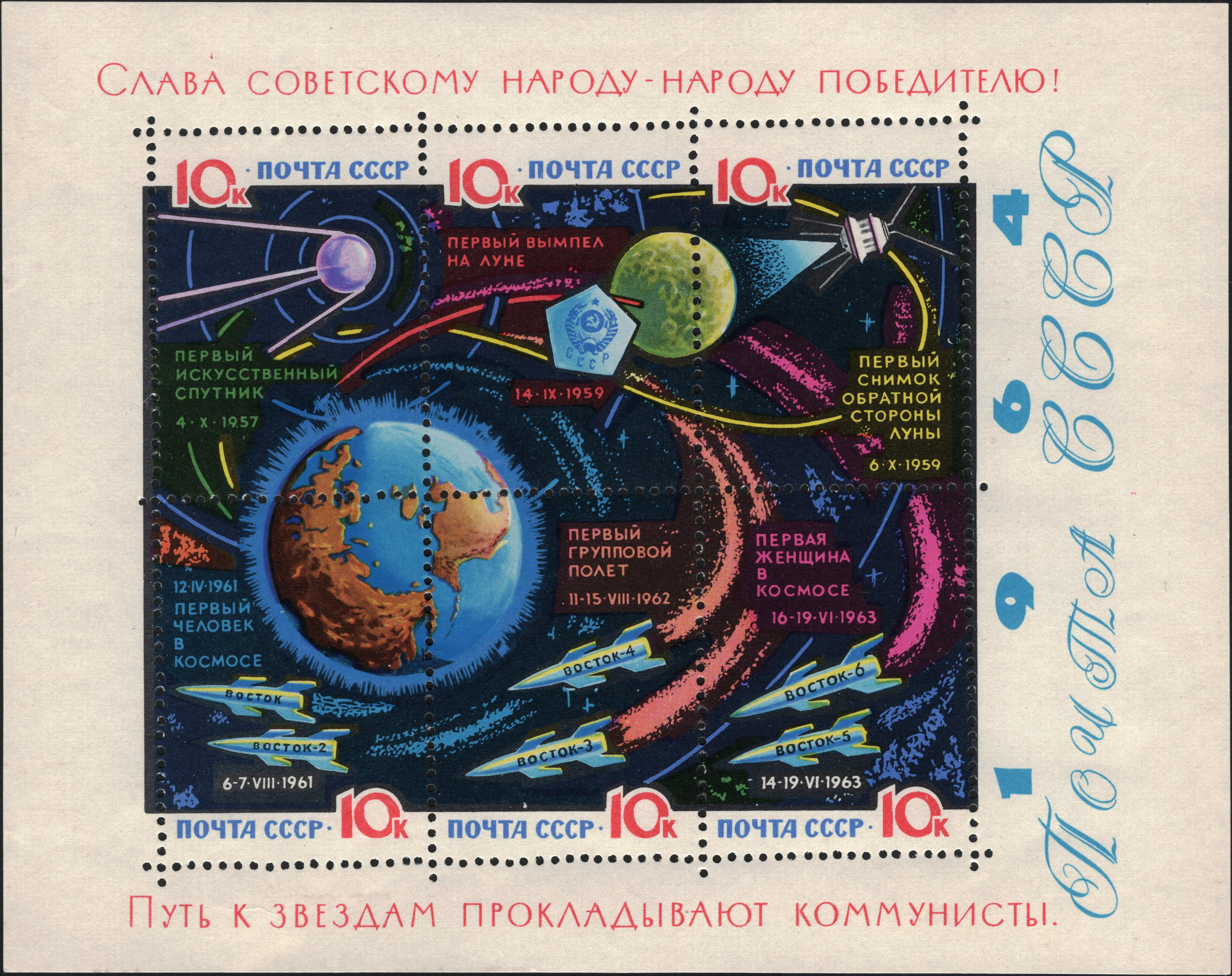
«Слава советскому народу — народу победителю!». Почтовая марка СССР, 1964

Термин «советский народ» начал использоваться для обозначения населения СССР уже в 1920-е годы.
В 1961 году, выступая на XXII съезде КПСС, Н. С. Хрущёв в докладе о новой программе КПСС провозгласил:

В СССР сложилась новая историческая общность людей различных национальностей, имеющих общие характерные черты,— советский народ. Они имеют общую социалистическую Родину — СССР, общую экономическую базу — социалистическое хозяйство, общую социально-классовую структуру, общее мировоззрение — марксизм-ленинизм, общую цель — построение коммунизма, много общих черт в духовном облике, в психологии.— Н. С. Хрущёв
С. Г. Кара-Мурза в своем труде «Советская цивилизация» фиксирует понятие советский народ с 1966 года, понимая под ним полиэтническую гражданскую нацию СССР. Постановлением XXIV съезда КПСС от 1971 года советский народ был провозглашён результатом прочного социально-политического и идейного единства всех классов и слоёв, наций и народностей, заселяющих территорию СССР.
Понятие советского народа как общности подпитывалось такими совместными достижениями, как победа в Великой Отечественной войне и освоение космоса.
Для всех советских людей было установлено единое союзное гражданство, общим языком межнационального общения в СССР являлся русский язык.

## После кризиса и распада СССР

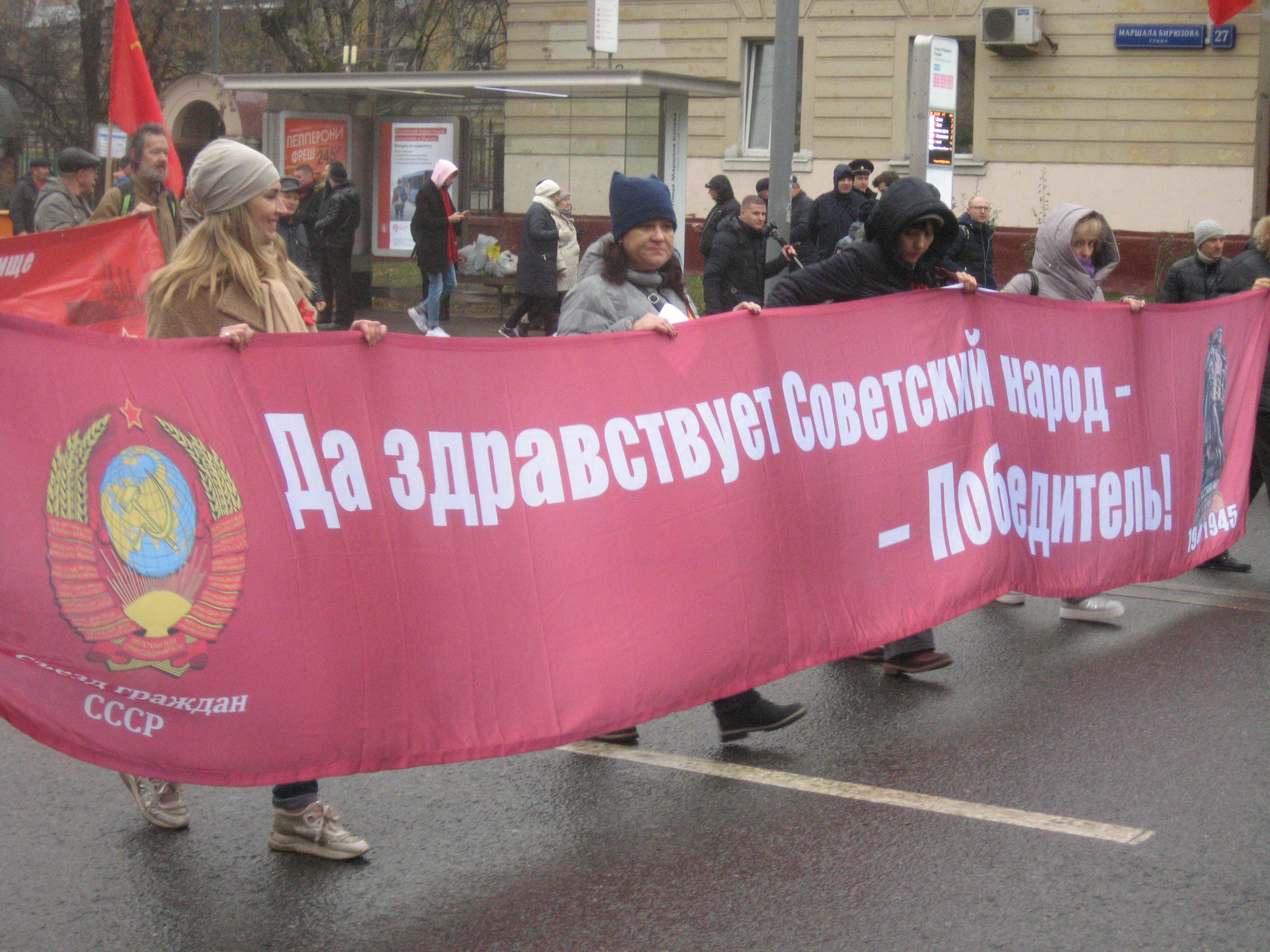
«Съезд граждан СССР» на «Русском марше» 2019 года в Москве

В конце 1980-х годов, когда под влиянием Перестройки усилились сепаратистские тенденции, основания общности оказались поколеблены. Процент ассоциировавших себя с советским народом вначале снижался медленно и иногда даже повышался: по данным Е. Н. Даниловой, в 1992—1998 годах в РФ чувство близости с советским народом высказывали от 39 % опрошенных (в 1993 году) до 54 % (в 1997 году).
В последующие годы процесс ускорился. Исследование Института социологии РАН в 2007 году показало лишь 15 % россиян, которые по-прежнему идентифицировали себя с советским народом, а число людей, которые «никогда» не ассоциировали себя с советским народом, выросло между 1992 и 2007 годами с 18 % до 43 %.
По итогам переписи населения 2010 года в РФ около 27 тысяч человек определили свою национальность как «советскую», то есть идентифицировали себя как советский народ.

## Постсоветский период
В отличие от советской политики национальной идентичности, декларировавшей советский народ как интернациональную и наднациональную общность, Конституция РФ говорит о многонациональном народе Российской Федерации; с самого начала идея российской нации как сообщества всех граждан РФ встретила оппозицию.
В декабре 2010 года президент РФ Д. А. Медведев обозначил отсутствие общероссийской объединяющей идеи как проблему во время обсуждения в Государственном Совете, предложив «общероссийский патриотизм» как замену идеи «советского народа».

## Оценки

Флаг СССР, кадры из американского фильма 1952 года

Оценки успешности создания новой общности расходятся. С одной стороны, этнолог В. А. Тишков и другие историки считают, что «при всех социально-политических деформациях советский народ представлял собой гражданскую нацию». Философ и социолог Б. А. Грушин отмечал, что социология в СССР «зафиксировала уникальный исторический тип общества, который уже ушёл в небытие». В то же время, как считает социолог Т. Н. Заславская, она «не решила главной задачи, связанной с типологической идентификацией советского общества».
В 2011 году президент России Д. А. Медведев в интервью телеканалу «Евроньюс» напомнил об использовании термина «советский народ» как «единой общности» в СССР, добавив при этом, что «во многом эти построения оказались теоретическими».
Российские исследователи уделили также внимание теме формирования и функционирования сознания советского народа. По мнению политолога Ф. Белелюбского, именование «советский народ» являло собой «всего лишь неточное определение нового этапа существования российской суперэтнической историко-культурной общности».